# Cymindis arizonesis
Cymindis arizonesis är en skalbaggsart som beskrevs av Schaeffer. Cymindis arizonesis ingår i släktet Cymindis och familjen jordlöpare. Inga underarter finns listade i Catalogue of Life.